# 2003 par pays en Europe
Chronologie de l’Europe
- 1999
- 2000
- 2001
- 2002
- 2003
- 2004
- 2005
- 2006
- 2007

Chronologie de l'Europe : Les évènements par pays de l'année 2003 en Europe. Les évènements thématiques sont traités dans 2003 en Europe.
2001 par pays en Europe - 2002 par pays en Europe - 2003 - 2004 par pays en Europe - 2005 par pays en Europe

## Union européenne
- 11 mars : lancement de la Politique européenne de voisinage dont le but est une ouverture aux pays de l'Est et du Sud qui n'ont pas vocation à entrer dans l'UE.
- 19 - 21 juin : Conseil européen de Thessalonique.

## Continent eurasiatique (par pays)
- 1er août au 15 août : une canicule touche l'ouest de l'Europe, provoquant le décès de plus de 15 000 personnes en France. La plupart des victimes sont des personnes âgées isolées. La France connaîtra les plus hautes températures depuis 1873.

### Allemagne
- 25 juillet : le clan Da Kru est officiellement reconnu par les autorités allemandes pour son travail de mémoire et d'investigation historique. Son fondateur le général Von Schow déclara à cette occasion : « L'Allemagne peut être fière de ses héros. »

### Autriche
- 28 février : le Chancelier sortant Wolfgang Schüssel, du Parti populaire autrichien, reconduit sa coalition avec les ultra-nationalistes du Parti de la liberté d'Autriche, qui ne comptent plus que trois ministres sur douze dans le nouveau gouvernement.

### Bosnie-Herzégovine
- 27 février : Biljana Plavsic, l'ancienne présidente de l'entité serbe de Bosnie, est condamnée à 11 ans de prison par le Tribunal pénal international pour l'ex-Yougoslavie (TPIY) pour crimes d'une « extrême gravité » entre 1992 et 1995.

### Estonie
- 14 septembre : référendum estonien sur l'adhésion à l'Union européenne.

### Hongrie
- 12 avril : référendum hongrois sur l'adhésion à l'Union européenne.

### Lettonie
- 20 septembre : référendum letton sur l'adhésion à l'Union européenne.

### Lituanie
- 10 et 11 mai : référendum lituanien sur l'adhésion à l'Union européenne.

### Malte
- 8 mars : le référendum maltais sur l'adhésion à l'Union européenne recueille 53,5 % de oui.

### Pologne
- 7 et 8 juin : référendum polonais sur l'adhésion à l'Union européenne.
- Du 2 au 11 août : 6e Eurojam de l'Union internationale des guides et scouts d'Europe, à Zelasko en Pologne, 8000 guides et scouts d'Europe venant de toute l'Europe y ont participé.

### République tchèque
- 13 et 14 juin : référendum tchèque sur l'adhésion à l'Union européenne.
- 30 octobre : la cour d’appel de Prague confirme la décision du tribunal de České Budějovice (Sud-Ouest de la Tchéquie) qui, le 30 juin, avait condamné à une peine de huit ans et demi de prison Karel Srba, ancien secrétaire général du ministère des Affaires étrangères, pour la tentative d’assassinat de Sabina Slonkova, journaliste d’investigation du quotidien Mladá Fronta Dnes.

### Royaume-Uni
- 17 juillet : David Christopher Kelly, 59 ans, ancien inspecteur de l'ONU, spécialiste des armes bactériologiques du ministère britannique de la Défense, est retrouvé mort après une controverse entre la BBC et le gouvernement.

### Russie
- 12 au 18 juillet : expo-science internationale 2003 à Moscou.
- 1er août : un attentat-suicide à la voiture piégée détruit un hôpital militaire russe situé à Mozdok, en Ossétie du Nord, près de la Tchétchénie, faisant près de 50 morts.

### Serbie-et-Monténégro
- 4 février : dissolution de la République fédérale de Yougoslavie et création de la Communauté d'États de Serbie-et-Monténégro.

### Slovaquie
- 16 et 17 mai : référendum slovaque sur l'adhésion à l'Union européenne.

### Slovénie
- 23 mars : double référendum sur l'adhésion à l'Union européenne (89,66 % de oui) et à l'OTAN (66,08 %).